# Dasineura rachiphaga
Dasineura rachiphaga är en tvåvingeart som först beskrevs av Erin A. Tripp 1955.  Dasineura rachiphaga ingår i släktet Dasineura och familjen gallmyggor.
Artens utbredningsområde är Québec. Inga underarter finns listade i Catalogue of Life.